# Claude E. Carpenter
Claude E. Carpenter (Glendale, 26 settembre 1904 – Seattle, 18 febbraio 1976) è stato uno scenografo statunitense.
Ottenne tre volte la candidatura ai Premi Oscar nella categoria migliore scenografia: nel 1945, nel 1946 e nel 1953.

## Filmografia parziale
- Dedizione (The Big Street), regia di Irving Reis - decoratore (1942)
- The Ghost Ship, regia di Mark Robson - decoratore (1943)
- Il denaro non è tutto (Higher and Higher), regia di Tim Whelan (1943)
- 19º stormo bombardieri (Bombardier), regia di Richard Wallace (1943)
- Hotel Mocambo (Step Lively), regia di Tim Whelan (1944)
- Schiava del male (Experiment Perilous), regia di Jacques Tourneur (1944)
- Nel mar dei Caraibi (The Spanish Main), regia di Frank Borzage (1945)
- Notorious - L'amante perduta (Notorious), regia di Alfred Hitchcock (1946)
- Sinbad il marinaio (Sinbad the Sailor), regia di Richard Wallace (1947)
- Timber Fury, regia di Bernard B. Ray (1950)
- Viva Zapata!, regia di Elia Kazan (1952)
- Squilli di primavera (Stars and Stripes Forever), regia di Henry Koster (1952)
- Gli uomini preferiscono le bionde (Gentlemen Prefer Blondes), regia di Howard Hawks - decoratore (1953)
- Hanno ucciso Vicki (Vicki), regia di Harry Horner (1953)
- Carmen Jones, regia di Otto Preminger (1954)
- Il terrore delle Montagne Rocciose (Siege at Red River), regia di Rudolph Maté (1954)
- La città senza legge (Town Tamer), regia di Lesley Selander (1965)
- Linea rossa 7000 (Red Line 7000), regia di Howard Hawks (1965)
- Detective's Story (Harper), regia di Jack Smight (1966)
- Una splendida canaglia (A Fine Madness), regia di Irvin Kershner (1966)